# 幅しげみ
幅 しげみ（はば しげみ、 1958年11月10日 - ）は、ジャズピアニスト、エレクトーン演奏者。神奈川県横浜市出身。クレスミュージックインコーポレーション代表取締役。

## 来歴
3歳よりピアノ、5歳よりソルフェージュ、12歳より電子オルガンを始める。
高校3年生時、インターナショナル・エレクトーン・フェスティバルで入賞を果たし、同年に行われたヤマハ・エレクトーン・フェスティバル全日本大会ではグランプリを受賞した。
その後、音大を経て、「奥さんごいっしょに」「おかあさんといっしょ」「ラブアタック!」などのエレクトーン奏者として活躍し、NHKFMの「軽音楽をあなたに」では3年間ディスクジョッキーを担当。
現在はキーボードプレイヤーとして、アジア・アメリカなど各国での演奏活動や、ヤマハ音楽教室や音楽専門学校で後進の指導、ミュージカルやイヴェントの作曲・企画・制作、音楽著作権の管理、音楽講師の派遣、音楽教育テキストの作成など、幅広く活動している。
長年にわたりNHK番組「ラジオ体操」のピアニストとして音楽を名川太郎らと担当し、2023年現在も出演中。

## 年表
1974年（昭和49年）9月、「第3回ヤマハ・ジュニア・オリジナル・コンサート（JOC）全国大会」で奨励賞を受賞（指導講師湯山昭）。
1977年（昭和52年）9月、「第14回エレクトーンコンクール」でグランプリを受賞。
同年10月、「インターナショナルエレクトーンフェスティバル '77」で入賞。
1978年（昭和53年）、ヤマハ音楽振興会と専属契約、キーボードプレーヤーとしてデビュー。
1980年（昭和55年）3月、洗足学園大学音楽教育学部卒業。
1981年（昭和56年）4月、NHK番組「ラジオ・テレビ体操」のピアニストとして音楽を担当。
※「おかあさんといっしょ」の伴奏も1995年度頃まで担当していた。

## 作品

### 作曲
- 「ホークスタウン物語」（1993）[8]

作詞:大石けんいち 歌:子門真人
- 「風色のとんぼ」（1996）[9]

作詞:早川矢寿子 編曲:戸塚修 歌:馮智英
- 「大好きだよ」（2021）[10]

作詞・歌:森みゆき 編曲:幅滋美

### 演奏作品
- 「JUNIOR ORIGINAL CONCERT'74」（1974）
- 「グランプリアルバム’77」（1977）[11]
- 「Electone New Love Sounds」（1983）
- 「MINDSCAPE COLLECTION~奥居香作品集」（1992）